# Undine (1992)
Undine ist eine 1991 entstandene, erotische Liebesgeschichte zwischen einer Wassernixe und einem Menschen mit Öko-Botschaft von Eckhart Schmidt. Die Titelrolle verkörpert die Französin Isabelle Pasco. Inspiriert wurde die Geschichte von Friedrich de la Motte Fouqués „Undine“-Mysterium.

## Handlung
In einer malerischen Berglandschaft mit einem anliegenden See dringt der Landvermesser Raoul ein, der im Auftrag seines Bruders Frank das Gelände rund um den See vermessen soll. Der naturliebende Raoul ahnt nicht, dass Frank Finsteres im Schilde führt und mit seinem Projekt die herrliche Landschaft für immer verunstalten will. Der nämlich plant eine große Straße, die direkt zu einem gewaltigen, noch zu errichtenden Hotelkomplex führen soll. Erst als ihn die hier ansässigen Bauern auf Franks wahre Absichten aufmerksam machen, wird dem naiven Raoul klar, worauf er sich eingelassen hat.
Als dann auch noch eine junge, bildschöne Frau in sehr eigenwilligem, algengrünem Gewand auftaucht und ihn becirct, ist es um ihn geschehen und Raoul verfällt dieser bald barbusigen Dame, die sich schließlich als Undine, eine sinnliche Nixe mit schuppenbehaftetem Unterleib, entpuppt. Sie will mit allen Mitteln ihr bedrohtes Lebensumfeld bewahren. Raoul ist der unergründlichen, enigmatischen Schönen verfallen und versteht auch ihre Sorge um die Unversehrtheit der Natur. Ein Erkenntniswandel setzt ein, und nach einer Liebesnacht im Gras sagt Raoul seinem skrupellosen Bruder den Kampf an. Den kapitalistischen Schurken ereilt der Tod durch eine auf ihn herabstürzende Gerölllawine.

## Produktionsnotizen
Undine wurde 1991 auf Englisch in der Südtiroler Bergwelt bei Brixen gedreht und am 2. April 1992 uraufgeführt.

## Kritiken
„Es sind gar nicht mal die beiden bedauernswerten Schauspieler, die sich in der Kitsch-Kulisse nach Kräften um Ernsthaftigkeit und Würde mühen – es ist der Drehbuchautor Eckhart Schmidt persönlich, der ihnen seine in zwölf Langfilmen bewährten Worthülsen in den Mund legt und die ganze Veranstaltung innerhalb kürzester Zeit ins real-absurde Schmierentheater verabschiedet. (…) [Fazit:] Naives, fahrlässig erzähltes Liebes-Drama zwischen Nixe und Landvermesser.“

Im Filmdienst heißt es: „Ein in jeder Hinsicht unzureichender Versuch, den romantischen Nixen-Mythos mit den Mitteln des Heimatfilms und einer dümmlichen Öko-Geschichte nachzuerzählen.“